# 에스토니아의 재외공관 목록

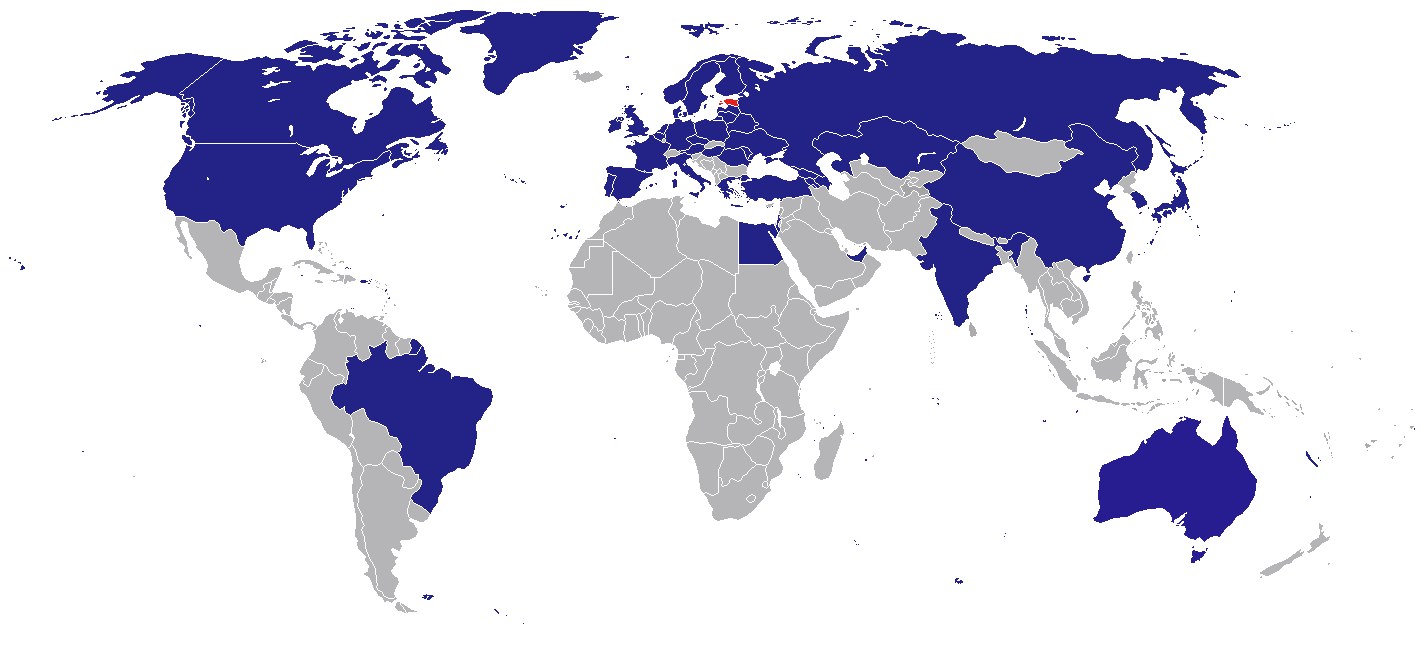
에스토니아의 재외공관

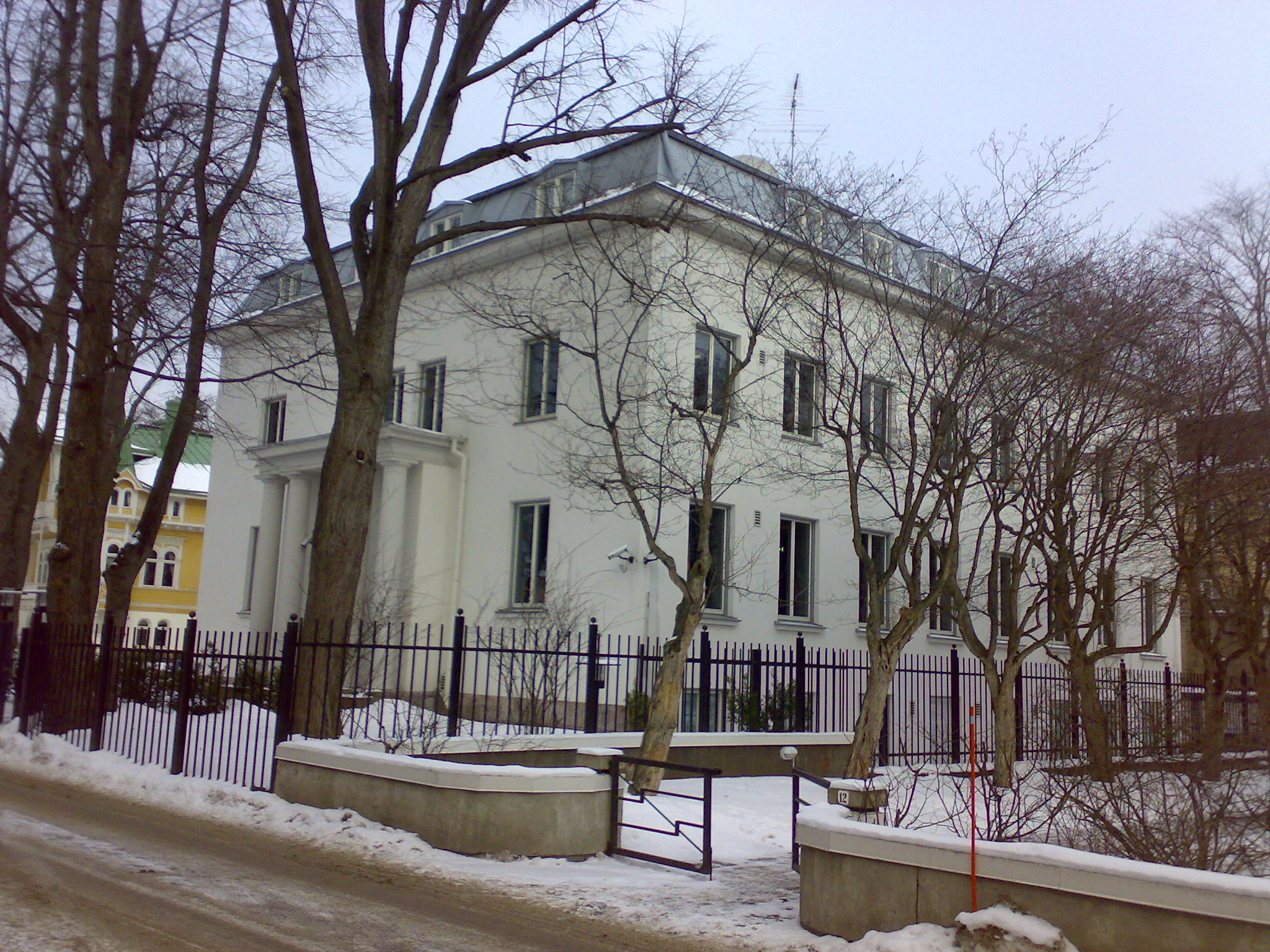
헬싱키 주재 에스토니아 대사관

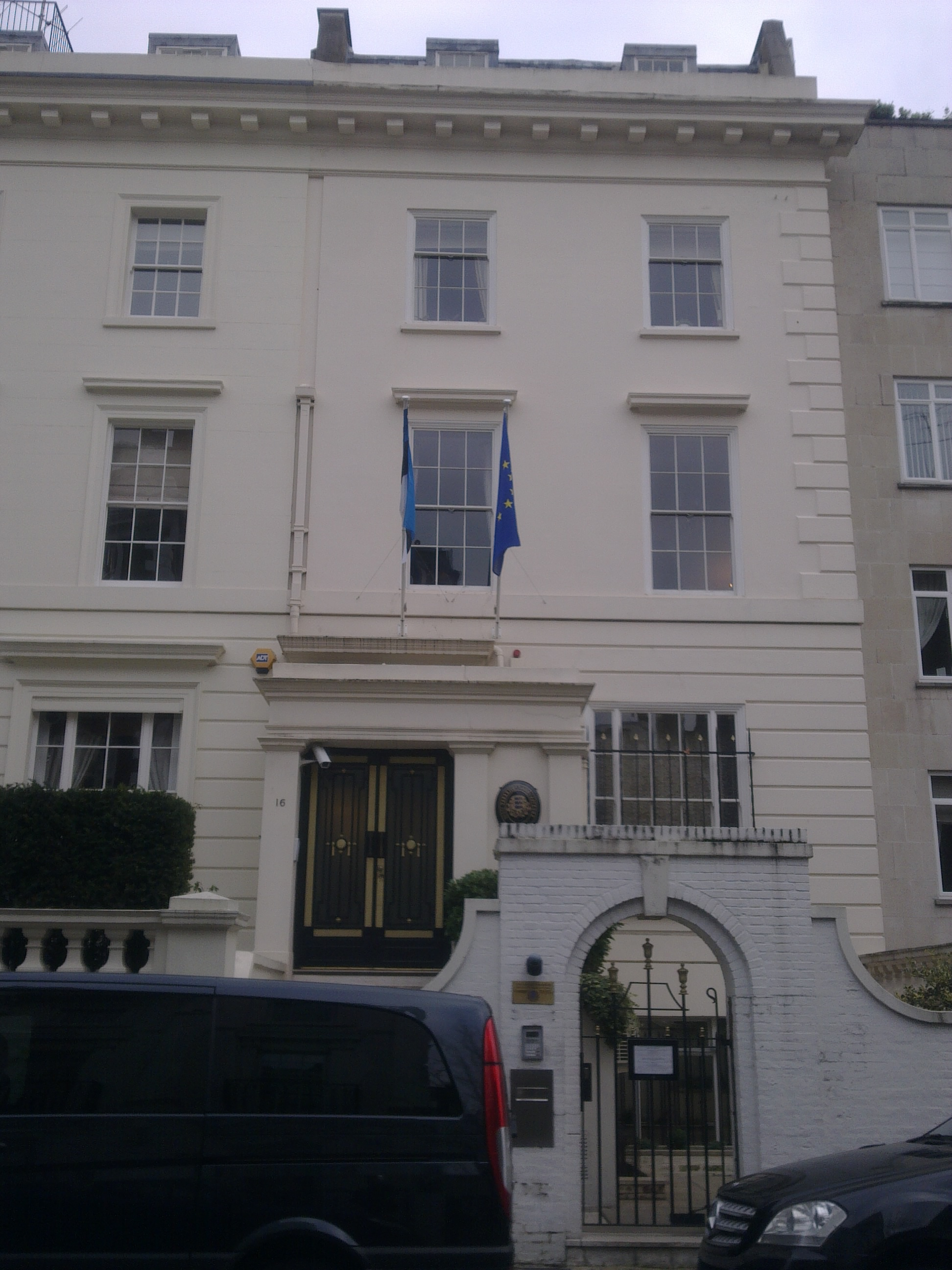
런던 주재 에스토니아 대사관

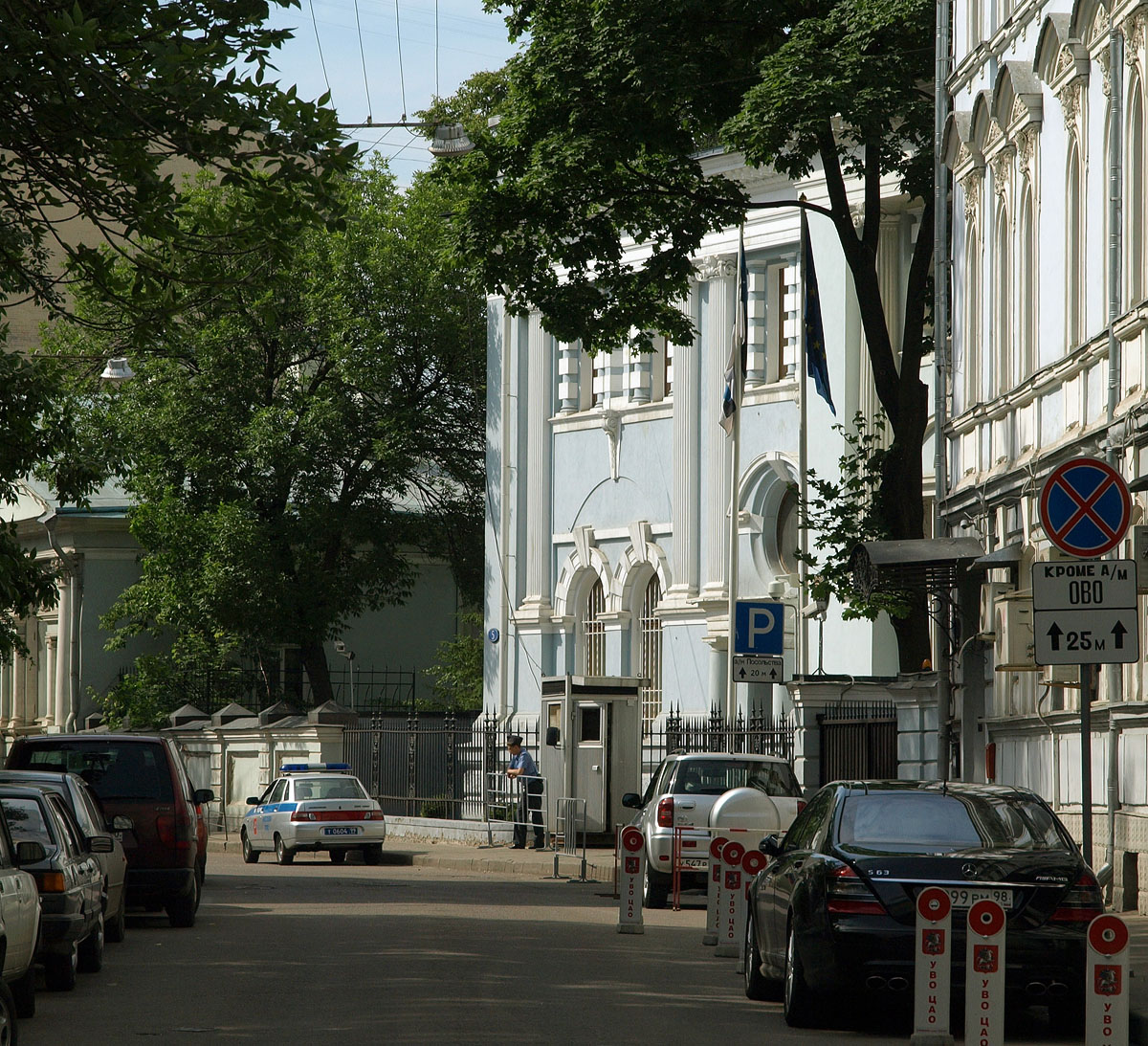
모스크바 주재 에스토니아 대사관

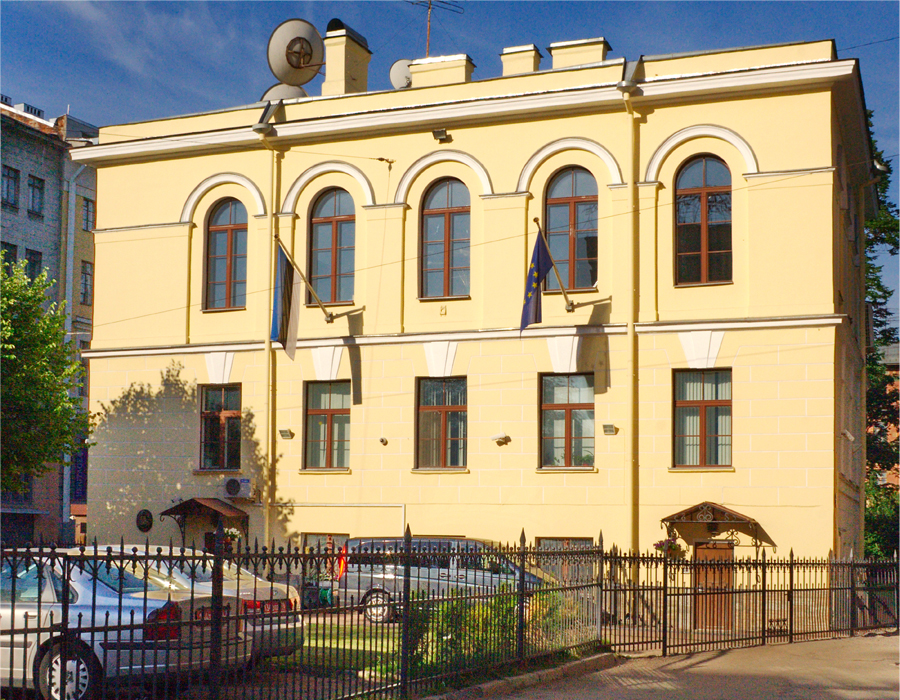
상트페테르부르크 주재 에스토니아 총영사관

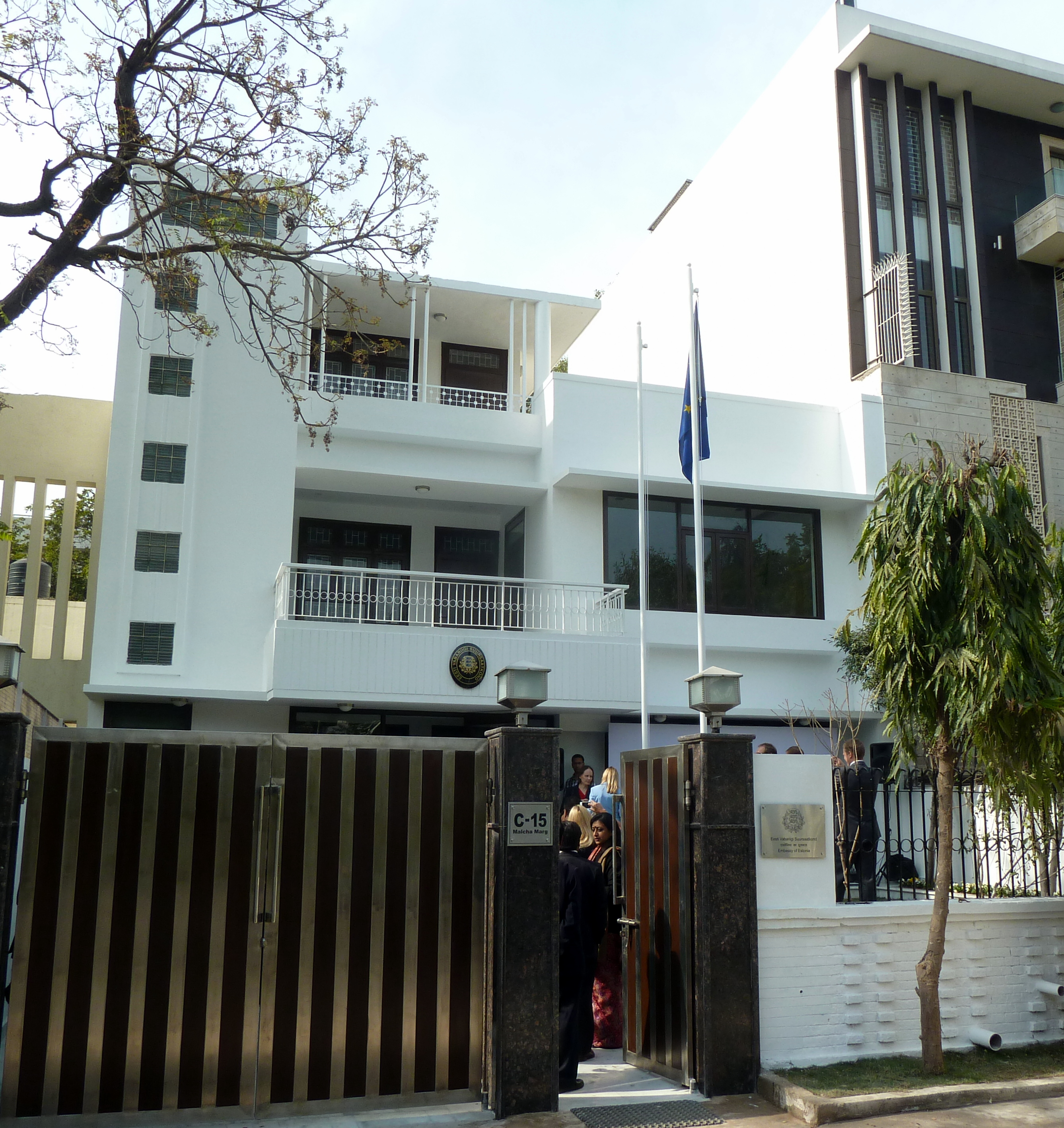
뉴델리 주재 에스토니아 대사관

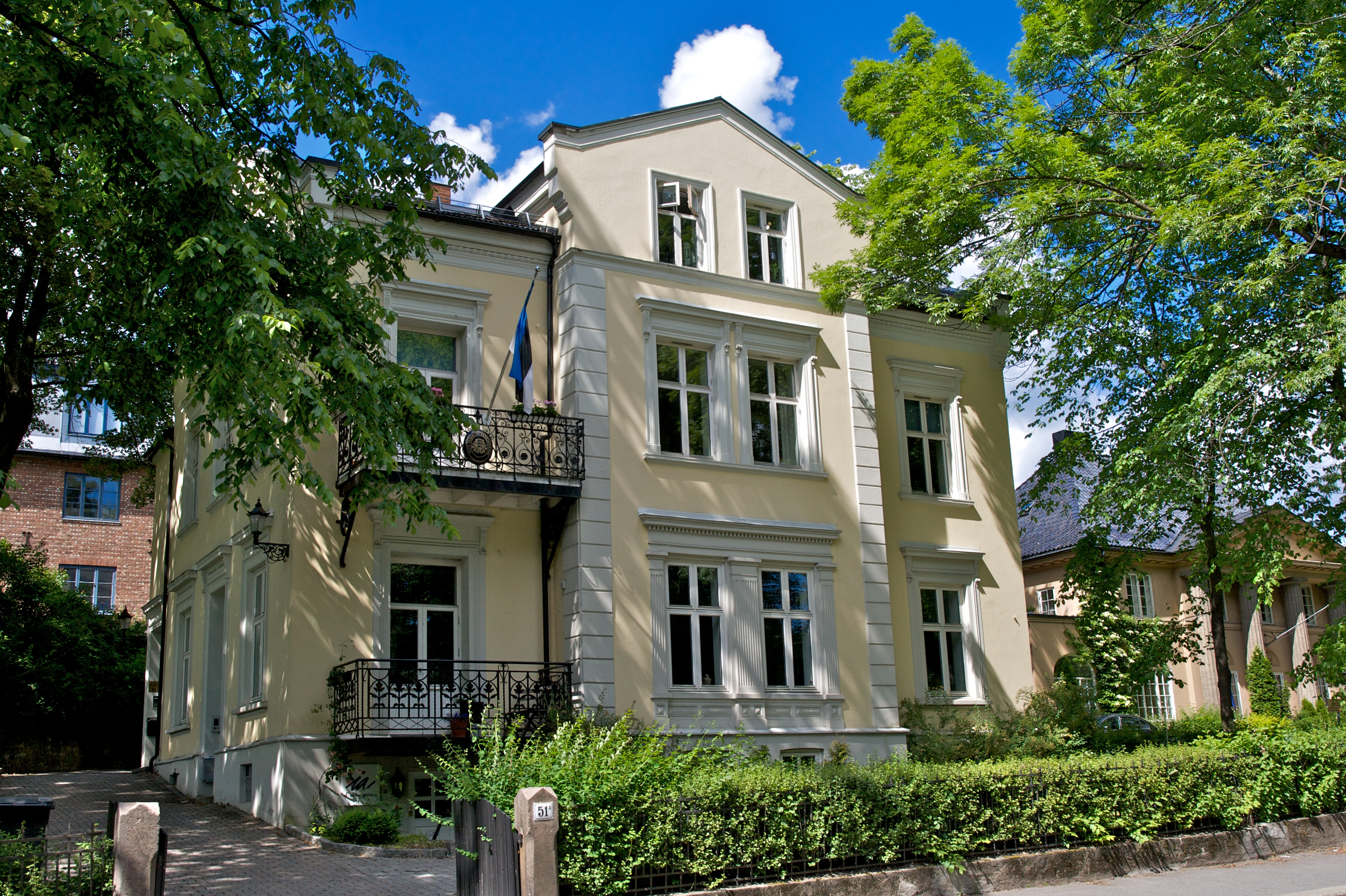
오슬로 주재 에스토니아 대사관

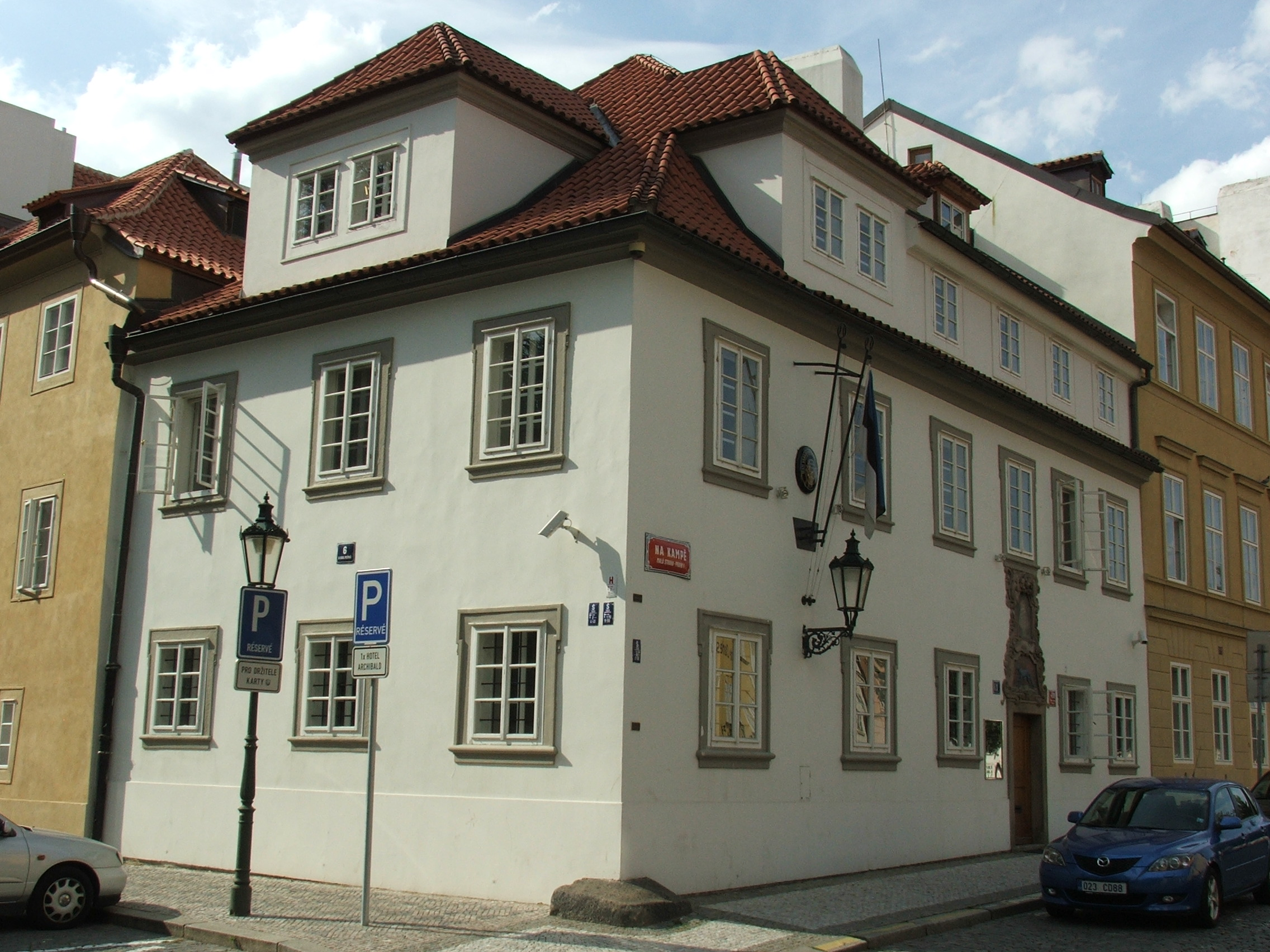
프라하 주재 에스토니아 대사관

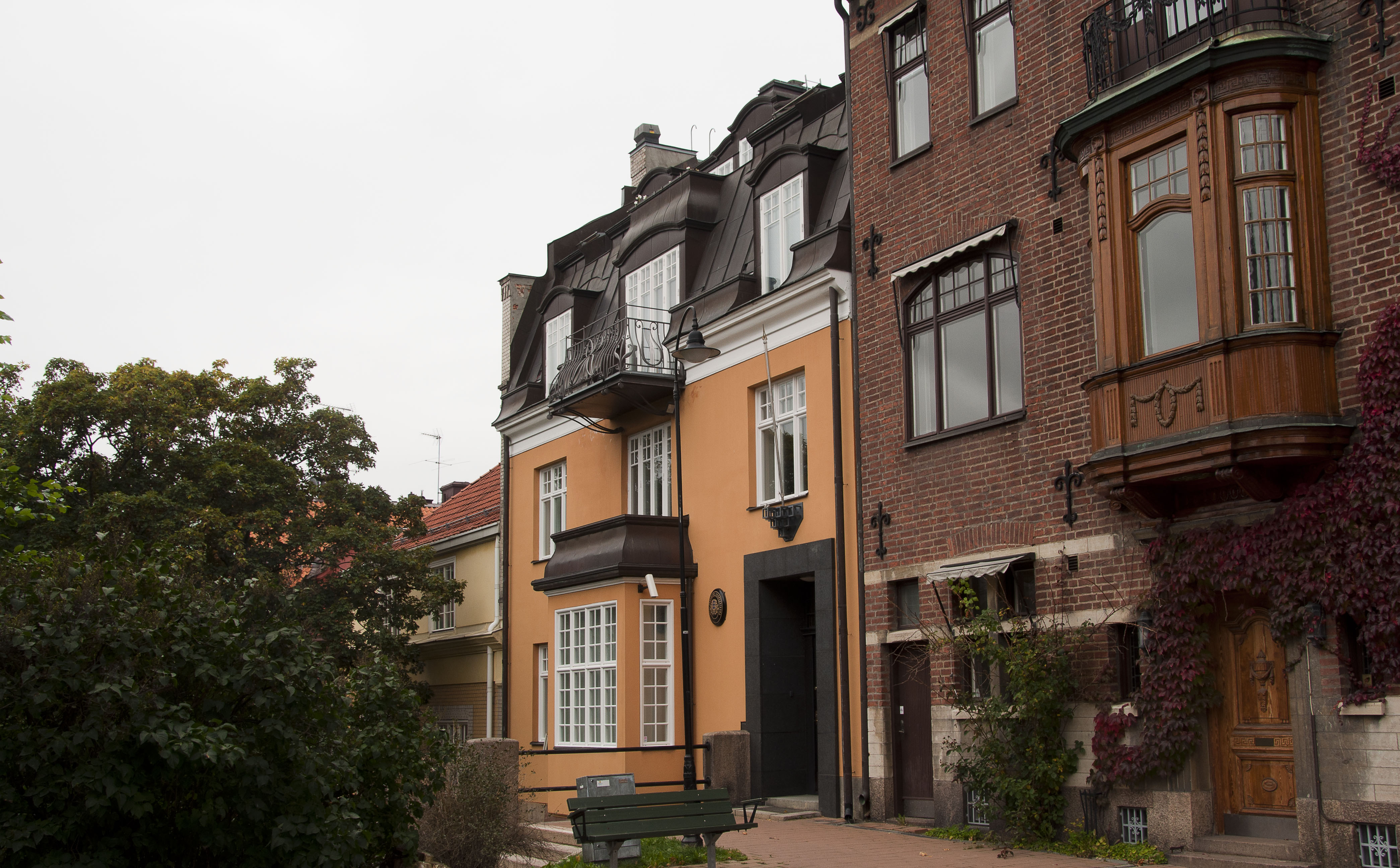
스톡홀름 주재 에스토니아 대사관

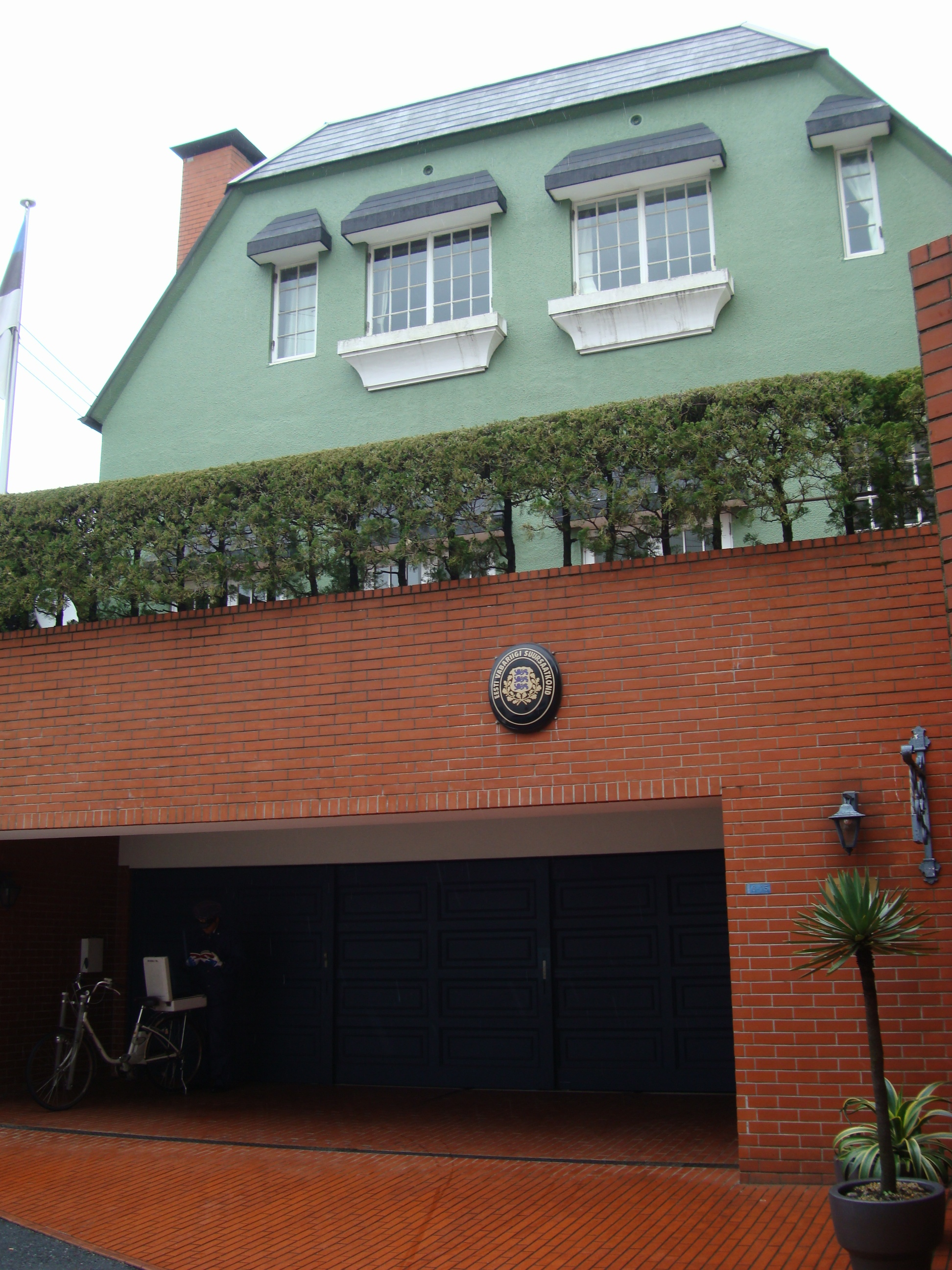
도쿄 도 주재 에스토니아 대사관

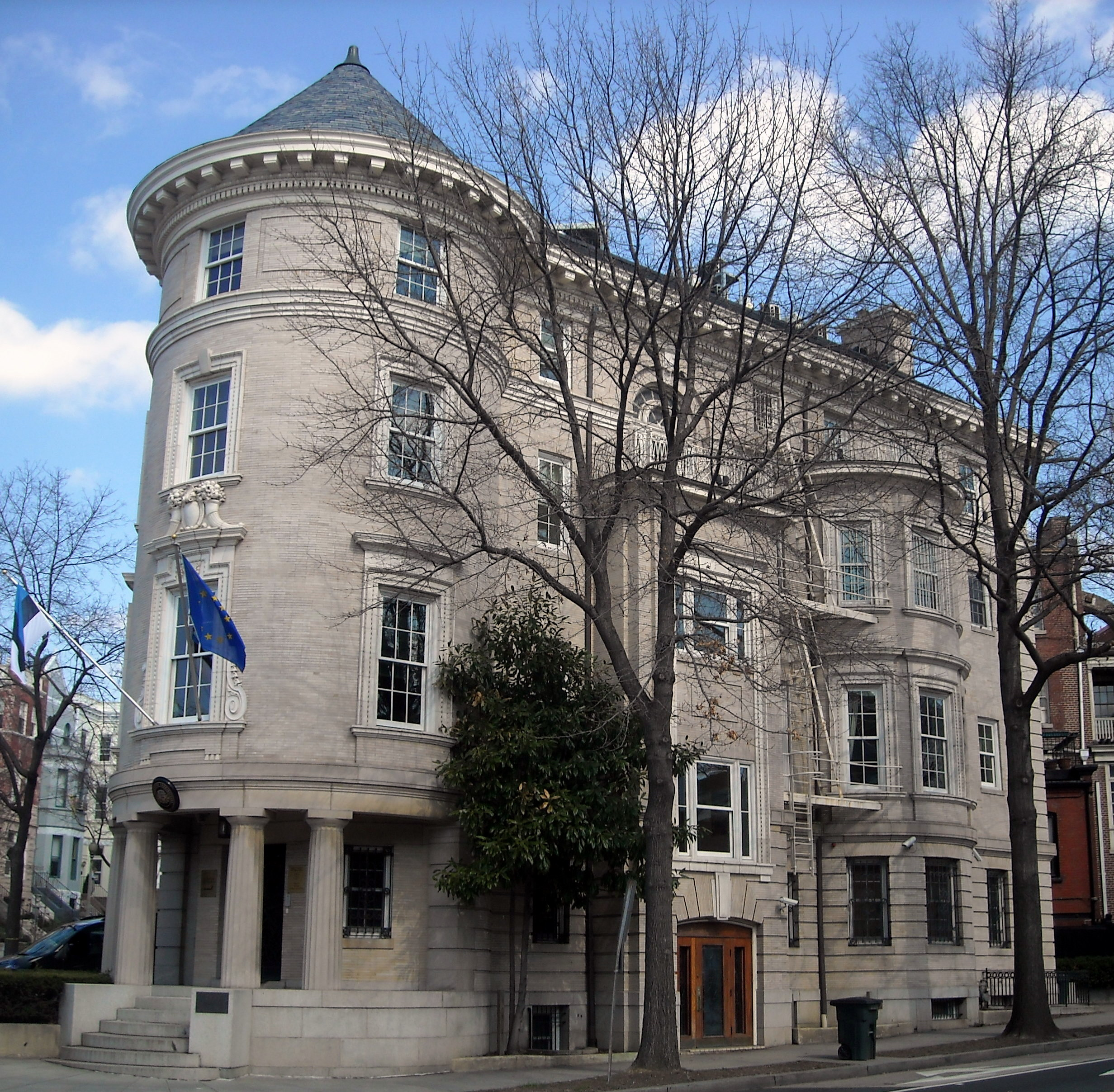
워싱턴 D.C. 주재 에스토니아 대사관

에스토니아의 재외공관 목록은 에스토니아 주재 대사관을 각국에 상주시켜 놓는 것을 의미하며 에스토니아의 재외공관을 나열한 목록이다.

## 아프리카
- 이집트 : 카이로 (대사관)

## 아메리카
- 브라질 : 브라질리아 (대사관)
- 캐나다 : 오타와 (대사관)
- 미국 : 워싱턴 D.C. (대사관), 뉴욕 (총영사관)

## 아시아
- 아제르바이잔 : 바쿠 (대사관)
- 중화인민공화국 : 베이징시 (대사관), 상하이시 (총영사관)
- 조지아 : 트빌리시 (대사관)
- 인도 : 뉴델리 (대사관)
- 이스라엘 : 텔아비브 (대사관)
- 일본 : 도쿄도 (대사관)
- 카자흐스탄 : 아스타나 (대사관)
- 대한민국 : 서울특별시 (대사관)
- 튀르키예 : 앙카라 (대사관)

## 유럽
- 오스트리아 : 빈 (대사관)
- 벨라루스 : 민스크 (대사관)
- 벨기에 : 브뤼셀 (대사관)
- 체코 : 프라하 (대사관)
- 덴마크 : 코펜하겐 (대사관)
- 핀란드 : 헬싱키 (대사관)
- 프랑스 : 파리 (대사관)
- 독일 : 베를린 (대사관)
- 그리스 : 아테네 (대사관)
- 아일랜드 : 더블린 (대사관)
- 이탈리아 : 로마 (대사관)
- 라트비아 : 리가 (대사관)
- 리투아니아 : 빌뉴스 (대사관)
- 네덜란드 : 헤이그 (대사관)
- 노르웨이 : 오슬로 (대사관)
- 폴란드 : 바르샤바 (대사관)
- 포르투갈 : 리스본 (대사관)
- 루마니아 : 부쿠레슈티 (대사관)
- 러시아 : 모스크바 (대사관), 프스코프 (총영사관), 상트페테르부르크 (총영사관)
- 스페인 : 마드리드 (대사관)
- 스웨덴 : 스톡홀름 (대사관)
- 우크라이나 : 키예프 (대사관)
- 영국 : 런던 (대사관)

## 오세아니아
- 오스트레일리아 : 캔버라 (대사관)

## 대표부
- EU, NATO 에스토니아 정부 대표부 : 브뤼셀
- UN 에스토니아 정부 대표부 : 뉴욕, 제네바
- UNESCO, OECD 에스토니아 정부 대표부 : 파리
- FAO 에스토니아 정부 대표부 : 로마
- 유럽 평의회 에스토니아 정부 대표부 : 스트라스부르
- 화학 무기 금지 기구 에스토니아 정부 대표부 : 헤이그
- IAEA, 유럽 안보 협력 기구 에스토니아 정부 대표부 : 빈